# Paul-Inseln
Die Paul-Inseln (englisch Paul Islands, in Argentinien Islotes Pablo) sind eine Inselgruppe im Palmer-Archipel westlich der Antarktischen Halbinsel. Sie erstrecken sich nordwestlich des Quinton Point über eine Länge von 5 km vor der nordwestlichen Küste der Anvers-Insel.
Der deutsche Polarforscher Eduard Dallmann entdeckte und benannte sie bei seiner Antarktisexpedition (1873–1874) mit der Groenland. Der weitere Benennungshintergrund ist nicht überliefert.